# یلوه جنگلی قهوه‌ای
یلوه جنگلی قهوه‌ای (نام علمی: Aramides wolfi) گونه‌ای آسیب‌پذیر از پرندگان از زیرتیرهٔ Rallinae از تیرهٔ یلوگان (Rallidae) شامل یلوه و چنگر است. در کلمبیا و اکوادور یافت می‌شود.
یلوه جنگلی قهوه‌ای تک‌نماد است.